# 1000-km-Rennen von Valencia 2007

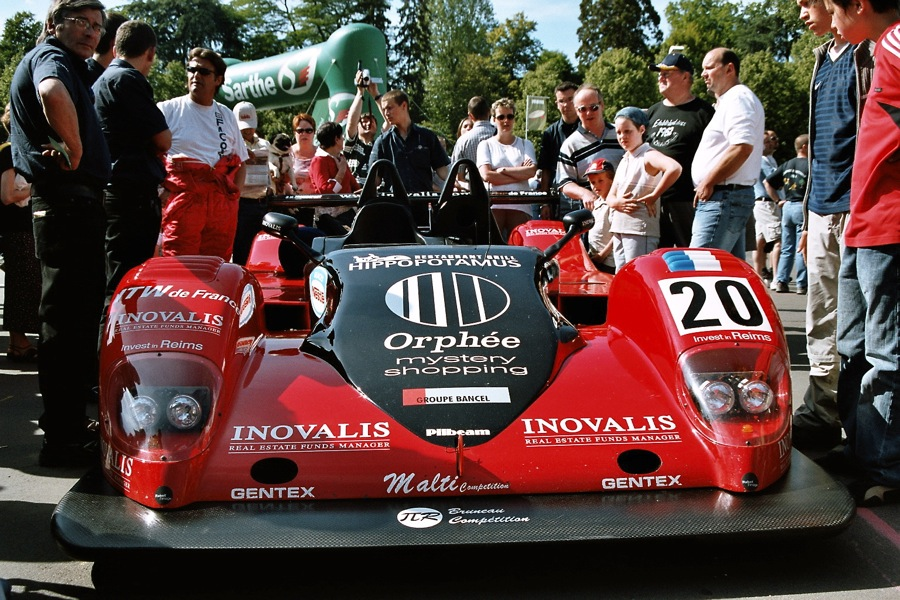
Der einzige gestartete Pilbeam M93 fiel nach 172 gefahrenen Runden nach einem Unfall wegen Radverlusts aus

Das 1000-km-Rennen von Valencia 2007, auch 1000 Kilometres of Valencia, Circuit de la Comunitat Valenciana, fand am 6. Mai auf dem Circuit Ricardo Tormo statt und war der zweite Wertungslauf der Le Mans Series dieses Jahres.

## Das Rennen
Beim Rennen auf dem Circuit Ricardo Tormo kam es zum zweiten Werkseinsatz des Peugeot 908 HDi FAP. Aus der Pole-Position startet Marc Gené im Peugeot mit der Nummer 7. Mit einer Zeit von 1:23,489 Minuten distanzierte er den zweiten Peugeot um 0,441 Sekunden. In der LMP2-Klasse umrundete Michael Vergers im Zytek 07S den Kurs in 1:25,606 Minuten und startete vom 4. Trainingsrang aus ins Rennen. Für die GT-Fahrzeuge gingen die schnellsten Qualifikationszeiten, wie bereits in Monza, an die Teams von ORECA und IMSA Performance.
Ähnlich wie in Monza konnten die beiden Werks-Peugeots bereits nach dem Start einen erheblichen Vorsprung herausfahren. Der mögliche Doppelsieg für Peugeot wurde in der letzten Rennstunde durch einen Kupplungsschaden am Peugeot mit der Nummer 7 verhindert. Stéphane Sarrazin und Pedro Lamy gewannen mit zwei Runden Vorsprung vor den beiden Lolas von Charouz Racing und Swiss Spirit.

## Ergebnisse

### Schlussklassement
| 1               | LMP1 | 8  | Team Peugeot Total    | Pedro Lamy Stéphane Sarrazin                           | Peugeot 908 HDi FAP     | 235 |
| 2               | LMP1 | 15 | Charouz Racing        | Jan Charouz Stefan Mücke Alex Yoong                    | Lola B07/17             | 232 |
| 3               | LMP1 | 5  | Swiss Spirit          | Jean-Denis Delétraz Marcel Fässler Iradj Alexander     | Lola B07/10             | 231 |
| 4               | LMP1 | 18 | Rollcentre Racing     | João Barbosa Stuart Hall Martin Short                  | Pescarolo Sport 01      | 230 |
| 5               | LMP1 | 16 | Pescarolo Sport       | Jean-Christophe Boullion Romain Dumas                  | Pescarolo Sport 01      | 229 |
| 6               | LMP1 | 17 | Pescarolo Sport       | Harold Primat Christophe Tinseau                       | Pescarolo Sport 01      | 229 |
| 7               | LMP2 | 40 | Quifel ASM Team       | Miguel Amaral Miguel Ángel de Castro Angel Burgueño    | Lola B05/40             | 224 |
| 8               | LMP2 | 35 | Saulnier Racing       | Jacques Nicolet Alain Filhol Bruce Jouanny             | Courage LC75            | 222 |
| 9               | LMP2 | 21 | Bruichladdich Radical | Tom Greaves Stuart Moseley Robin Liddell               | Radical SR9             | 222 |
| 10              | GT1  | 55 | Team Oreca            | Stéphane Ortelli Soheil Ayari                          | Saleen S7-R             | 222 |
| 11              | LMP2 | 24 | Noël del Bello Racing | Vitaly Petrov Jean-Marc Gounon                         | Courage LC75            | 220 |
| 12              | GT1  | 61 | Racing Box            | Piergiuseppe Perazzini Marco Cioci Salvatore Tavano    | Saleen S7-R             | 219 |
| 13              | GT1  | 50 | AMR Larbre            | Christophe Bouchut Gabriele Gardel Fabrizio Gollin     | Aston Martin DBR9       | 218 |
| 14              | LMP1 | 19 | Chamberlain Synergy   | Gareth Evans Bob Berridge Peter Owen                   | Lola B06/10             | 217 |
| 15              | LMP2 | 44 | Kruse Motorsport      | Tony Burgess Jean de Pourtales Norbert Siedler         | Pescarolo Sport 07      | 216 |
| 16              | LMP2 | 25 | RML                   | Thomas Erdos Mike Newton                               | MG-Lola EX264           | 215 |
| 17              | GT1  | 72 | Alphand Aventures     | Luc Alphand Jérôme Policand Patrice Goueslard          | Chevrolet Corvette C6.R | 213 |
| 18              | GT2  | 77 | Felbermayr-Proton     | Marc Lieb Xavier Pompidou                              | Porsche 997 GT3 RSR     | 211 |
| 19              | GT2  | 96 | Virgo Motorsport      | Rob Bell Allan Simonsen                                | Ferrari F430 GT         | 210 |
| 20              | GT2  | 78 | Scuderia Villorba     | Alex Caffi Denny Zardo                                 | Ferrari F430 GT         | 210 |
| 21              | GT2  | 90 | Farnbacher Racing     | Dirk Werner Pierre Ehret Lars-Erik Nielsen             | Porsche 997 GT3 RSR     | 210 |
| 22              | LMP2 | 32 | Barazi Epsilon        | Juan Barazi Michael Vergers Karim Ojjeh                | Zytek 07S               | 209 |
| 23              | GT2  | 88 | Felbermayr-Proton     | Christian Ried Horst Felbermayr junior Thomas Gruber   | Porsche 997 GT3 RSR     | 206 |
| 24              | GT2  | 98 | Pol Racing Team       | Yves Lambert Christian Lefort Markus Palttala          | Ferrari F430 GT         | 206 |
| 25              | GT1  | 59 | Team Modena           | Antonio García Liz Halliday Christian Fittipaldi       | Aston Martin DBR9       | 203 |
| 26              | GT2  | 97 | GPC Sport             | Fabrizio De Simone Sergio Hernández Alessandro Bonetti | Ferrari F430 GT         | 201 |
| 27              | GT2  | 99 | JMB Racing            | Maurice Basso Bo McCormick                             | Ferrari F430 GT         | 197 |
| 28              | GT1  | 51 | AMR Larbre            | Gregor Fisken Steve Zacchia Gregory Franchi            | Aston Martin DBR9       | 192 |
| 29              | GT1  | 73 | Alphand Aventures     | Jean-Luc Blanchemain Sébastien Dumez Didier André      | Chevrolet Corvette C5-R | 188 |
| 30              | GT2  | 84 | Chad Peninsula Panoz  | John Hartshorne Sean McInerney Michael McInerney       | Panoz Esperante GTLM    | 188 |
| 31              | GT2  | 92 | Thierry Perrier       | Philippe Hesnault Nigel Smith Anthony Beltoise         | Porsche 997 GT3 RSR     | 188 |
| Ausgefallen     |      |    |                       |                                                        |                         |     |
| 32              | GT2  | 94 | Speedy Racing Team    | Andrea Belicchi Andrea Chiesa Jonny Kane               | Spyker C8 Spyder GT2R   | 199 |
| 33              | GT2  | 85 | Spyker Squadron       | Jaroslav Janiš Sandor van Es                           | Spyker C8 Spyder GT2R   | 196 |
| 34              | GT2  | 76 | Imsa Performance      | Raymond Narac Richard Lietz                            | Porsche 997 GT3 RSR     | 184 |
| 35              | LMP2 | 20 | Pierre Bruneau        | Marc Rostan Pierre Bruneau Simon Pullan                | Pilbeam MP93            | 172 |
| 36              | LMP1 | 7  | Team Peugeot Total    | Marc Gené Nicolas Minassian                            | Peugeot 908 HDi FAP     | 168 |
| 37              | GT2  | 83 | GPC Sport             | Luca Drudi Gabrio Rosa Johnny Mowlem                   | Ferrari F430 GT         | 167 |
| 38              | LMP2 | 27 | Horag Racing          | Fredy Lienhard Didier Theys Eric van de Poele          | Lola B05/40             | 166 |
| 39              | GT2  | 82 | Team LNT              | Richard Dean Tom Milner                                | Panoz Esperante GTLM    | 154 |
| 40              | LMP1 | 10 | Arena Motorsport      | Stefan Johansson Hayanari Shimoda                      | Zytek 07S               | 125 |
| 41              | LMP1 | 12 | Courage Compétition   | Alexander Frei Jonathan Cochet Bruno Besson            | Courage LC70            | 124 |
| 42              | LMP1 | 14 | Racing For Holland    | Jan Lammers David Hart Jeroen Bleekemolen              | Dome S101.5             | 105 |
| 43              | GT2  | 81 | Team LNT              | Tom Kimber-Smith Danny Watts                           | Panoz Esperante GTLM    | 84  |
| 44              | LMP2 | 29 | T2M Motorsport        | Robin Longechal Yutaka Yamagishi                       | Dome S101.5             | 22  |
| 45              | LMP2 | 31 | Binnie Motorsports    | William Binnie Allen Timpany Chris Buncombe            | Lola B05/40             | 22  |
| 46              | LMP2 | 45 | Embassy Racing        | Warren Hughes Neil Cunningham                          | Radical SR9             | 22  |
| Nicht gestartet |      |    |                       |                                                        |                         |     |
| 47              | GT2  | 79 | Felbermayr-Proton     | Gerold Ried Horst Felbermayr senior                    | Porsche 996 GT3 RSR     | 1   |

1 nicht gestartet

### Nur in der Meldeliste
Zu diesem Rennen sind keine weiteren Meldungen bekannt.

### Klassensieger
| Klasse | Fahrer           | Fahrer                 | Fahrer         | Fahrzeug            | Platzierung im Gesamtklassement |
| ------ | ---------------- | ---------------------- | -------------- | ------------------- | ------------------------------- |
| LMP1   | Pedro Lamy       | Stéphane Sarrazin      |                | Peugeot 908 HDi FAP | Gesamtsieg                      |
| LMP2   | Miguel Amaral    | Miguel Ángel de Castro | Angel Burgueño | Lola B05/40         | Rang 7                          |
| GT1    | Stéphane Ortelli | Soheil Ayari           |                | Saleen S7-R         | Rang 12                         |
| GT2    | Marc Lieb        | Xavier Pompidou        |                | Porsche 997 GT3 RSR | Rang 18                         |

### Renndaten
- Gemeldet: 47
- Gestartet: 46
- Gewertet: 31
- Rennklassen: 4
- Zuschauer: 3000
- Wetter am Renntag: unbekannt
- Streckenlänge: 4,005 km
- Fahrzeit des Siegerteams: 6:01:22,555 Stunden
- Gesamtrunden des Siegerteams: 235
- Gesamtdistanz des Siegerteams: 941,175 km
- Siegerschnitt: 156,265 km/h
- Pole Position: Marc Gené – Peugeot 908 HDi FAP (#7) – 1:23,489
- Schnellste Rennrunde: Pedro Lamy – Peugeot 908 HDi FAP (#8) – 1:24,234 = 169,158 km/h
- Rennserie: 2. Lauf zur Le Mans Series 2007